# Unión Deportiva Gornal
La Unión Deportiva Gornal és un club de futbol català de la ciutat de l'Hospitalet de Llobregat, Barcelonès. Va ser fundat l'any 1978 amb el nom d'Agrupació Esportiva Gornal. El president fundador és Pedro Baños. També han presidit l'entitat Antonio Baños, Benjamín Espinosa i Josep Farré, l'actual president. Juga els seus partits al Camp Municipal del Gornal. La temporada 2022-23 se signa un acord de col·laboració amb al Centre d'Esport L'Hospitalet on el primer equip Amateur de la UD Gornal passarà a ser l'equip filial de l'entitat que porta el nom de la ciutat i passés a entrenar i jugar al Estadi municipal Fùtbol L'Hospitalet
L'èxit esportiu més destacable va ser l'ascens a la primera regional la temporada 2006/07, com a campió del grup X de la segona regional amb l'entrenador Benjamín Espìnosa. Actualment, el Gornal milita a la Segona Catalana.

## Palmarès
- Campió de Segona Territorial: Grup 10 2006/07
- Campió de Tercera Catalana: Grup 10 2019/20
- Campió 1ª Edicion Copa L'Hospitalet 2021